# Xã Brady, Quận Huntingdon, Pennsylvania
Xã Brady (tiếng Anh: Brady Township) là một xã thuộc quận Huntingdon, tiểu bang Pennsylvania, Hoa Kỳ. Năm 2010, dân số của xã này là 1.172 người.